# Emiljan
Emiljan je moško osebno ime.

## Izvor imena
Ime Emiljan je različica moškega osebnega imena Emilijan.

## Pogostost imena
Po podatkih Statističnega urada Republike Slovenije je bilo na dan 31. decembra 2007 v Sloveniji število moških oseb z imenom Emiljan: 22.

## Osebni praznik
Osebe z imenom Emiljan lahko godujejo takrat kot osebe z imenom Emilijan.